# 12613 Хогарт
12613 Хогарт (12613 Hogarth) — астероїд головного поясу, відкритий 24 вересня 1960 року.
Тіссеранів параметр щодо Юпітера — 3,378.